# Liste der Monuments historiques in Longeville-lès-Metz
Die Liste der Monuments historiques in Longeville-lès-Metz führt die Monuments historiques in der französischen Gemeinde Longeville-lès-Metz auf.

## Liste der Bauwerke
| Bezeichnung        | Beschreibung                     | Standort                               | Kennzeichnung | Schutzstatus | Datum | Bild |
| ------------------ | -------------------------------- | -------------------------------------- | ------------- | ------------ | ----- | ---- |
| Donjon des Gournay | Wehrturm aus dem 12. Jahrhundert | 78, 80 rue du Général-de-Gaulle (Lage) | PA00107033    | Inscrit      | 1989  |      |